# ザ・テンプターズ
ザ・テンプターズ（The Tempters）は、日本のグループ・サウンズ。1967年10月にフィリップス・レコードよりシングル「忘れ得ぬ君」でレコードデビューした後「神様お願い!」「エメラルドの伝説」「おかあさん」「純愛」以上4曲のTOP10ヒットを生み、ザ・タイガースとともにグループ・サウンズの最盛期を支えたバンドの一つ。

## メンバー
- 松崎由治（まつざき よしはる、ヨッチン、1946年4月16日 - ）、リーダー、リード・ギター、ヴォーカル。埼玉県大宮市出身。
- 萩原健一（はぎわら けんいち、ショーケン、1950年7月26日 - 2019年3月26日）、本名：萩原敬三。ヴォーカル、ハーモニカ。埼玉県与野市出身。
- 田中俊夫（たなか としお、ブル、1946年11月1日 - 1997年1月21日）、ギター、キーボード。埼玉県大宮市出身。
- 高久昇（たかく のぼる、ノボル、1946年10月31日 - ）、ベース。埼玉県大宮市出身。
- 大口広司（おおぐち ひろし、ヒロシ、1950年11月28日 - 2009年1月25日）、ドラム。埼玉県川口市出身。

## 来歴
1966年に埼玉県大宮市（現：さいたま市大宮区）アマチュア・バンドとして本格的に活動。グループ名は、バンドテーマ曲に用いていたイタリア映画『太陽の誘惑』(1960年)に因んで付けられた。当初のメンバーは高久、田中、初代ドラマー市川らに松崎が加わり、女性ヴォーカリスト（キーボード兼任）もいた。
1965年、彼らは東京北区十条の朝鮮学校のリーダーが主催する、大宮駅前のダンスホール「大蔵」でのパーティーに呼ばれ演奏した。だが、ヴォーカルの女性が腹痛で出演することが出来ず、バンドだけで歌抜きの演奏をしていた所、会場からブーイングが起こった。その時、リーダーがクローク係をしている中学生の少年を指名し、ヴォーカルの代わりをするよう要請した。１番背の高いリーダーが大ケン、２番目が中ケン、彼は小ケンと呼ばれていた。
その中学三年生の少年が後のショーケンこと萩原健一だった。本名は敬三だが、少年のころからなぜか「ケンちゃん」と呼ばれていた。人前で歌ったことがなかった萩原は、とまどったが引き受けビートルズの「マネー」とアニマルズの「悲しき願い」を歌った。観客は、最年少だった萩原がステージに上がって歌ったので、大喝采となり拍手と歓声をあびた。萩原健一は青少年期から映画、小説、音楽を全身で浴びてきたような繊細な少年だった。
萩原健一加入の経緯については諸説ある。1966年3月ごろに萩原は前出の女性に代わりそのままボーカルとしてメンバーに加わることになった。その後、市川が脱退し、弟バンドである「ジュニア・テンプターズ」からドラムの大口が参加し、1967年春頃にデビューメンバーが揃う。またグループがモデルとしたのは、ヤードバーズ、ローリング・ストーンズ、アニマルズのようなブルース、ブルース・ロック・バンドだったという。グループは埼玉から横浜まで通い、山下町の「ゼブラ・クラブ」にも出演した。ゼブラクラブに出演する際には、グループは「クライング・ベガーズ」という変名を使用した。この当時、横浜本牧の「ゴールデン・カップ」に出演していたのが、ゴールデン・カップスである。
彼らは、ローリング・ストーンズなど「黒っぽい」ロックのカヴァーを得意とした。また、松崎由治が手掛けたオリジナル曲複数を発表できる機会に恵まれた。これは、外部の歌謡曲作家から楽曲を提供される場合が多かったグループ・サウンズのバンドにおいては、珍しい存在であった。またサウンド面の特色としては、松崎の演奏技術の高さと特徴あるギターの音色や、大口の性急感のあるドラミングに特徴があった。ヴォーカル面では、萩原健一のハスキーな声と繊細さの魅力が指摘された。
グループは店舗を複数持っていた中川三郎ディスコテックの恵比寿店、新宿店、有楽町店や、渋谷のリキ・スポーツパレスに出演していた。彼らは1967年5月にザ・スパイダースの田邊昭知がホリプロ内の片隅を間借りする形で設立したスパイダクション（Spi Duction、現：田辺エージェンシー）にスカウトされ、「ザ・スパイダースの弟分バンド」として売り出された。6月にヤング720でテレビ初出演、8月には第33回日劇ウエスタンカーニバルに初出場し新人賞を獲得、10月に松崎が作詞・作曲したシングル「忘れ得ぬ君」でレコードデビューする。萩原健一の著書によれば、萩原は67年にモンタレー、69年にはウッドストックの2つのフェスティバルを見ていた。これは日本人としてはきわめて珍しい音楽体験の持主であることを実証している。また萩原の証言によると、彼の母は庄屋の娘で、被差別の人々を助ける活動をしていたとのことである。
1968年3月5日に発売された2枚目のシングル「神様お願い!」も松崎が作詞・作曲し、オリコンで2位を獲得した。これによって、ザ・タイガースに次ぐ人気グループ・サウンズ（GS）へと登り詰めた。続く6月に発売された「エメラルドの伝説」はオリコン1位を獲得したこと（ザ・テンプターズとしても最大のヒット曲）でその人気は頂点に達し、同月には「ザ・テンプターズ・ファースト・アルバム」もリリースされた。
1968年9月発売の「おかあさん」はオリコン4位、1968年12月発売の「純愛」もオリコン8位と次々にヒット。翌1969年2月25日には、全曲オリジナル曲で固められたセカンドアルバム「5-1＝0 ザ・テンプターズの世界」が発売、3月には初の主演映画「涙のあとに微笑みを」も公開された。
だが、グループ・サウンズブームの終焉は早かった（1969年3月発売「雨よふらないで」はオリコン21位、1969年7月発売の「帰らなかったケーン」はオリコン31位）。ザ・タイガースなど多くのGSと同様に、ザ・テンプターズの活動も停滞し始めた。
1969年7月には、同年4月20日に東京厚生年金会館大ホールで行われたコンサートを収録したアルバム「ザ・テンプターズ・オン・ステージ」、12月には日本人として初のメンフィス録音となった「ザ・テンプターズ・イン・メンフィス」がリリースされたがこれは萩原のみ渡米しメンバーは録音にほとんど参加していない、実質的には萩原のソロ・アルバムだった。
GSブーム終焉でニュー・ロックの時代に入った翌1970年、全国のジャズ喫茶、ゴーゴークラブ回りが活動の中心となった。同年12月27日に東京大手町のサンケイホール内にある小ホールでの公演にて解散した。
1971年1月に行われた第43回日劇ウエスタンカーニバルはザ・テンプターズとしての出演が予定されていたが、実際に出演したのは萩原だけだった。この時萩原はザ・スパイダースをバックに歌っている。

## 解散後
萩原健一と大口広司は、1971年1月にザ・スパイダースの井上堯之、大野克夫、ザ・タイガースの岸部一徳（当時は岸部修三）、沢田研二とロックバンド「PYG」を結成。PYG解散後、萩原は「太陽にほえろ！」「傷だらけの天使」「約束」「もどり川」などに出演。「もどり川」では原田美枝子、樋口可南子らと共演した。萩原の映画の知識は豊富で、フェデリコ・フェリーニ、パゾリーニ、ルキノ・ヴィスコンティ、ジョン・カサヴェテス、フランシス・フォード・コッポラ、リリアーナ・カバーニから、ブラジル映画、アルゼンチン映画まで見るような、アート志向の人物だったとされている。黒沢明とも話が合ったとのことである。また文学の知識もあり、シェークスピアから西木正明、高見順、太宰治ら、多くの作家の作品を読破したとしている。
80年代に萩原はインドへ旅行し、マザー・テレサとインド映画の巨匠、サタジット・レイに会っている。萩原の述懐によれば、彼はフランコ・ゼフイレッリ、今村昌平、蜷川幸雄らから出演のオファーを受けている。内田裕也が「萩原、内田裕也、長渕剛、この非常に母性本能を、くすぐる男たち」と発言をした際には、同席した大島渚監督から「それは萩原君に対して失礼だよ」「萩原君はスターなんだよ」と反論されている。また、つかこうへいは萩原健一をゲストに呼んだ際の感想として「お会いして萩原氏の感受性の質の高さに圧倒された」と記述している。萩原健一は、2019年3月26日にGIST（消化管間質腫瘍）が原因で逝去した。萩原の死去に際しては、高橋恵子、桃井かおりら多くの関係者が追悼コメントを出し、その死を惜しんだ。
大口広司は、ウォッカ・コリンズを結成したり、俳優業に進出したりした。女優、真行寺君枝と結婚。彼はファッション・デザイナーの才能があり、1億円をこえる年商を複数回にわたって実現したが、浪費がたたって商売に失敗している。大口は2009年1月に肝臓癌で亡くなった。
松崎由治は、高久昇と共に東京キッドブラザースの専属バンド「高久昇とエクソダス」や音楽担当として「南総里見八犬伝」や「THE STORY OF EIGHT DOGS」などの楽曲制作や、古澤憲吾監督の1972年映画「ユートピア」に携わった後、1972年に引退し地元の大宮で飲食店経営を手掛けた。その後、1976年には男性アイドルグループ「ドルフィン」のシングルの作曲を担当した。
高久昇は、松崎由治と共に東京キッドブラザースの専属バンド「高久昇とエクソダス」を経て、インテリア・デザイナーに転身した。長らく音楽業界から身を引いていたが、2011年よりベーシストとしての活動を再開し、首都圏のライヴハウスにて不定期にライヴを行っている。
田中俊夫も飲食店経営を手掛けるが、1997年に白血病で亡くなっている。大宮市で執り行われた田中俊夫の葬儀には、萩原、高久昇、大口広司の3人が揃って参列した。
1981年1月の「さよなら日劇ウエスタン・カーニバル」の際、ザ・スパイダースやザ・タイガースら他の人気GSが再結成して出演することが決まると、当然テンプターズにも再結成依頼があった。それを受けて、この時メンバー全員が解散以来初めて集結、話し合いの場を設けている。しかし萩原、大口以外のメンバーは一般人として仕事をしており、再結成はされないことになった。代わりに萩原が自身のバンド「Donjuan Rock'N'Roll Band」（ドラムは大口）を率いて出演した。萩原はのちにTV番組で「本当は僕もテンプターズで参加したかった」と発言している。1999年に発売された「ザ・テンプターズ・コンプリート・シングルス」は全シングルの両面をリマスターで収録し、「ザ・テンプターズベスト・トラックス」はシングルに「オン・ステージ」の洋楽カバーやアルバム曲を収録したものである。

## ディスコグラフィ

### シングル
1. 忘れ得ぬ君（1967.10.25）
  - 作詞・作曲:松崎由治
2. 神様お願い!（1968.3.5）
  - 作詞・作曲:松崎由治
3. エメラルドの伝説（1968.6.15）
  - 作詞:なかにし礼／作曲:村井邦彦／編曲：川口真
4. おかあさん（1968.9.25）
  - 作詞:松岡弘子・松崎由治（補作詞）／作曲:松崎由治
5. 純愛（1968.12.14）
  - 作詞:なかにし礼／作曲:村井邦彦
6. 雨よふらないで（1969.3.25）
  - 作詞:萩原健一／作曲:松崎由治／編曲:松崎由治・川口真
7. 帰らなかったケーン（1969.7.15）
  - 作詞:なかにし礼／作曲:かまやつひろし／編曲:川口真
8. エブリバディ・ニーズ・サムバディ（1969.11.25）
  - 作詞:Bob Mcdill・松崎由治【訳詞】／作曲:Bob Mcdill
9. 愛の終り（1969.12.20）
  - 作詞・作曲:松崎由治
10. 復活（1970.3.25）
  - 作詞:なかにし礼／作曲・編曲:川口真
11. 出来るかい?出来るかい?（1970.6.25）
  - 作詞:なかにし礼／作曲・編曲:川口真
12. 若者よ愛を忘れるな（1970.10.25）
  - 作詞・作曲:松崎由治

### アルバム
1. ザ・テンプターズ・ファースト・アルバム（1968.6.25）
2. 5-1=0 ザ・テンプターズの世界（1969.2.25）
3. ザ・テンプターズ・オン・ステージ（1969.7.25）：厚生年金会館、ファンクラブ例会でのライブ
4. ザ・テンプターズ・イン・メンフィス（1969.12.20）
5. テンプターズ・ゴールデン・アルバム（1970.6.15）
6. ザ・テンプターズ・アンコール（1971.1）

## フィルモグラフィ
- 濡れた逢引き（1967年、松竹）：田辺昭和、加賀まりこ、テンプターズ出演。監督・前田陽一
- 星影の波止場（1968年、日活）：GS・Aがモップス、GS・Bがテンプターズ。監督・西村昭五郎
- ザ・テンプターズ 涙のあとに微笑みを[12]（1969年、東宝, 東京映画）新珠美千代、山岡久乃、堺正章出演。監督・内川清一郎

## 萩原健一の作品

### シングル
- ブルージンの子守唄[注釈 4] c/w 少年の魂（1972年7月）
- お前に惚れた c/w 兄貴のブギ（1975年7月）
- 別れの詩 c/w 雨のしおり（1977年）
- 前略おふくろ c/w 酒と泪と男と女（1977年4月）
- 時は流れて c/w 蜃気楼（1978年7月）
- 大阪で生まれた女 c/w 本牧綺談（1979年5月）
- ムーンシャイン c/w ルーシー（1980年6月）
- ぐでんぐでん c/w 砂時計（1980年9月）
- ラストダンスは私に c/w 泣くだけ泣いたら（1981年2月）
- ホワイト&ブルー c/w フラフラ（1981年5月）
- ハロー・マイ・ジェラシー c/w シャララ（1982年）
- Ah！Ha！ c/w ひとつぶの涙（1982年）
- もう一度抱いて c/w セクシー・ロンリー・ナイト（1983年11月）
- 九月朝、母を想い c/w 54日間、待ちぼうけ（1984年）
- 愚か者よ c/w めぐり逢い（1987年1月）

### アルバム
- 惚れた（1975年8月）
- Nadja〜愛の世界（1977年3月）
- Nadja2〜男と女（1978年6月）
- Nadja3〜エンジェル・ゲイト（1979年6月）
- 熱狂雷舞（1979年10月）
- Don Juan（1980年7月）
- Don Juan Live（1980年12月）
- White & Blue（1981年6月）ベスト・アルバム
- D'erlanger （1982年3月）
- Shanti Shanti（1983年）
- Thank You My Dear Friends（1984年3月）
- Andree Marlou Live（1985年）
- Straight Light（1987年2月）
- Shining With You（1988年5月）
- Thank You My Dear Friends Live（1989年）
- ANGEL or DEVIL〜2010 LIVE記念盤（2010年：ライヴ会場限定5曲入りミニ・アルバム）
- ANGEL or DEVIL（2010年：全16曲入り通常盤）

### 作詞作品
かまやつひろし(70年)、根津甚八(86年)にも提供している。
- 雨よ降らないで
- 何もない部屋:作曲：沢田研二
- 58年9月お世話になりました(1984)
- HE IS COMMING 9月25日吉日　友の結婚(1985)

## 「Donjuan Rock'N'Roll Band」メンバー
石間秀機、篠原信彦ほか

## 「アンドレ・マルロー・バンド」メンバー
ミッキー吉野、渡辺建、鈴木明男ほか

## 関連人物
- 范文雀[注釈 5]
- 江波杏子[注釈 5]
- 前橋汀子[注釈 5]
- 倍賞美津子[注釈 5]
- 沢田研二
- 市川森一
- 堺正章
- 水谷豊
- 松田優作
- 恩地日出夫
- 高橋伴明
- 福澤幸雄